# Tadeo de Edesa

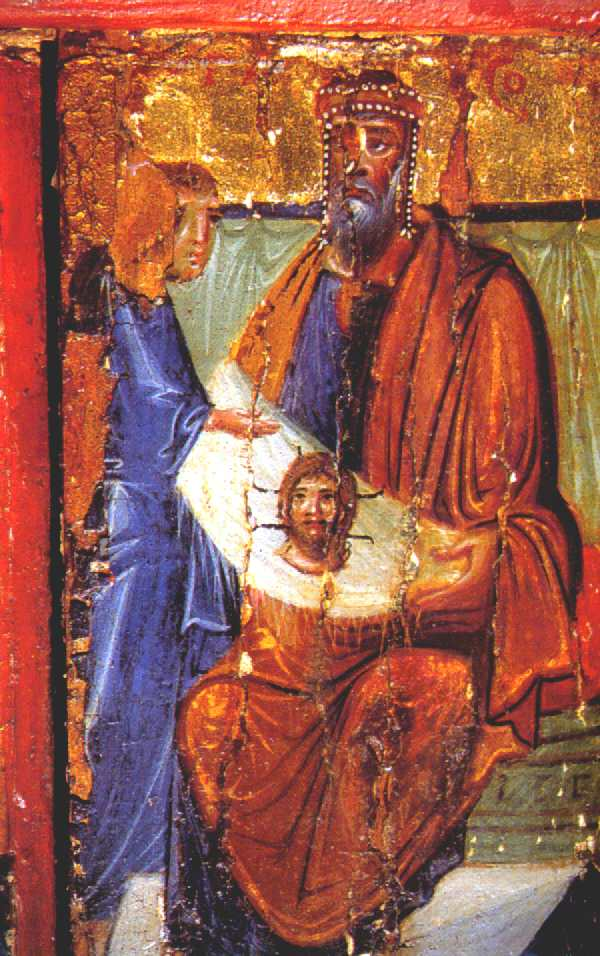
Abgar V recibiendo el mandylion de manos de Tadeo de Edesa. Icono en encáustica del Monasterio de Santa Catalina del Monte Sinaí.

Tadeo de Edesa. Icono del. Beirut.

Tadeo de Edesa (en siríaco: ܡܪܝ ܐܕܝ, Mar Addai o Mor Aday, a veces latinizado como Addeus o Thaddeus), según la tradición cristiana oriental, fue uno de los setenta discípulos de Jesús. Mayoritariamente se piensa que es otra persona diferente al apóstol Judas Tadeo aunque todavía se están estudiando relaciones que los involucren.

## Biografía
No existe consenso sobre la vida y la muerte de Tadeo de Edesa. Desde fecha temprana, su hagiografía está llena de leyendas y fabricaciones. El santo mismo podría ser ficticio.
Basado en varias tradiciones cristianas orientales, Tadeo (Addai) fue un judío nacido en Edesa, en ese momento, ciudad siria (actualmente ubicada en Turquía). Llegó a Jerusalén para asistir a unas fiestas, y escuchó las predicaciones de Juan el Bautista. Después de ser bautizado en el río Jordán por él, permaneció en Palestina. Más tarde se encontró con Jesús y se convirtió en uno de sus seguidores. Fue elegido para ser uno de los setenta discípulos que Jesús envió por parejas para predicar en ciudades y territorios.
Después del Pentecostés y la ascensión de Jesús, Tadeo comenzó a predicar el evangelio en Mesopotamia, Siria y Persia. Tadeo ordenó sacerdotes en Edesa, y convirtió a Agbar y a otros muchos al cristianismo y construyó la iglesia allí. También fue a Beirut a predicar y fundó allí otra iglesia.
La liturgia siríaca conocida como la Liturgia de Addai y Mari, se originó alrededor del año 200 y es utilizada por la Iglesia Asiria del Este y la Iglesia católica caldea que reafirman la conexión con el santo y también por la Iglesia siro-caldea y la Iglesia católica siro-malabar en India fundada por Tomás el Apóstol.
Su fiesta se celebra el 5 de agosto en el calendario cristiano.

## Addai y la curación del rey Abgar
Entre los fieles ortodoxos orientales, San Addai fue un discípulo de Cristo enviado por Tomás el Apóstol a Edesa para curar al rey Abgar V de Osroene, que había caído enfermo y que así se lo había pedido a Jesús en una misiva a lo que le contestó que le enviaría uno de sus discípulos. Allí se quedó para evangelizar y convertir a Abgar y al pueblo de Edesa junto a su discípulo Mari, organizando la Iglesia cristiana y, según la tradición, componer la liturgia que lleva sus nombres: Liturgia de Addai y Mari.
El relato de que el rey Abgar V del reino armenio de Osroene había tenido una correspondencia con Jesús fue contado por primera vez a principios del siglo IV por el historiador de la iglesia Eusebio de Cesarea. En el origen de la leyenda, a Eusebio le habían mostrado documentos que pretendían contener la correspondencia oficial entre Abgar y Jesús, y su autenticidad lo convenció lo suficiente como para citarlos extensamente en su Historia eclesiástica. Según Eusebio:

Tomás, uno de los doce apóstoles, por impulso divino envió a Tadeo, que también figuraba entre los setenta discípulos de Cristo, a Edesa, como predicador y evangelista de la enseñanza de Cristo. (Historia eclesiástica, I, xiii).

La historia de la curación y los esfuerzos evangelizadores de Tadeo resultó en un crecimiento de comunidades cristianas en el sur de Armenia, el norte de Mesopotamia y en Siria. La historia de Tadeo está recogida en un documento en siríaco, la Doctrina de Addai, que relata el papel de Addai y lo convierte en uno de los 72 apóstoles enviados para difundir la fe cristiana. Para cuando la leyenda hubo regresado a Siria, el supuesto lugar de la imagen milagrosa (mandilión), había sido bordada en un tejido con el que tendría lugar acontecimientos milagrosos. Esta historia fue contada en forma más elaborada por Efrén el Sirio.
(El lugar de su muerte se indica como Beirut en la MENAIÓN eslava, pero según otras fuentes murió en Edesa. Según una antigua tradición armenia, San Tadeo, después de Varias torturas, fue decapitado por la espada el 21 de diciembre en la región de Artaz en el año 50).
Según la tradición, murió en Beirut en el año 44 después de haber fundado allí la Iglesia cristiana. El lugar de su muerte está indicado que es Beirut en un menaion eslavo, pero otras fuentes asignan a Edesa como el lugar de su muerte. Para una antigua tradición armenia, San Tadeo, después de haber sido torturado de varias formas, fue decapitado por espada el 21 de diciembre del año 50.

## Tradiciones varias
San Addai también aparece en el Primer Apocalipsis de Santiago y el Segundo Apocalipsis de Santiago.
En la tradición católica, él y San Mari son considerados patronos del pueblo persa y asirio.